# Municipio de Raritan (Dakota del Norte)
El municipio de Raritan (en inglés: Raritan Township) es un municipio ubicado en el condado de Barnes en el estado estadounidense de Dakota del Norte. En el año 2010 tenía una población de 95 habitantes y una densidad poblacional de 1,02 personas por km².

## Geografía
El municipio de Raritan se encuentra ubicado en las coordenadas 46°40′8″N 97°43′55″O / 46.66889, -97.73194. Según la Oficina del Censo de los Estados Unidos, el municipio tiene una superficie total de 93.22 km², de la cual 93,16 km² corresponden a tierra firme y (0,06 %) 0,05 km² es agua.

## Demografía
Según el censo de 2010, había 95 personas residiendo en el municipio de Raritan. La densidad de población era de 1,02 hab./km². De los 95 habitantes, el municipio de Raritan estaba compuesto por el 98,95 % blancos y el 1,05 % eran de una mezcla de razas. Del total de la población el 1,05 % eran hispanos o latinos de cualquier raza.